# Marc Bouwer
Marc Bouwer es un diseñador de moda sudafricano radicado en los Estados Unidos. Es miembro del Council of Fashion Designers of America, y celebridades como Angelina Jolie, Shania Twain, Melania Trump, Charlize Theron, Laverne Cox y Beyoncé han lucido sus diseños.

## Carrera
Tras ganar el premio sudafricano Vogue para jóvenes diseñadores, Bouwer se trasladó a la ciudad de Nueva York. Poco después trabajó como aprendiz del diseñador Halston, lo que le permitió perfeccionar sus habilidades de diseño, sobre todo el drapeado. Su casa de moda Marc Bouwer Couture, inaugurada en 1990 con su socio Paul Margolin, ha aparecido en portadas y páginas de publicaciones como Harper's Bazaar, Cosmopolitan, Vanity Fair, Glamour e InStyle.
La actriz Angelina Jolie acudió a los Premios Óscar de 2004 con un vestido de satén blanco de Bouwer; más tarde fue reconocido uno de los mejores vestidos en la historia de los Premios de la Academia por el periodista André Leon Talley. En diciembre de 2012 diseñó el vestuario de la gira Still The One Tour de Shania Twain.Otras celebridades que han lucido sus creaciones incluyen a Laverne Cox, Beyoncé, Melania Trump y Charlize Theron.
Entre los premios que ha recibido por evitar los productos de origen animal en su moda figuran el Humanitarian Award de PETA y el Compassion in Fashion Award de la Humane Society of United States. Bouwer utiliza la tecnología en el diseño para crear moda con pieles sintéticas de alta calidad, lo que le ha valido varios patrocinios de PETA.
Bouwer fue jurado en las ediciones 2001 y 2007 del certamen Miss Universo.

## Apariciones en televisión
| Programa                                             | Papel     | Notas                    | Año  |
| ---------------------------------------------------- | --------- | ------------------------ | ---- |
| Not Just A Girl : Shania Twain                       | Él mismo  | Documental               | 2022 |
| Blue Bloods                                          | Él mismo  | 1 episodio               | 2011 |
| Project Runway                                       | Juez      | 1 episodio               | 2009 |
| Ebony Fashion Fair: 50 Years of Style                | Él mismo  | Telefilme                | 2008 |
| I Am an Animal: The Story of Ingrid Newkirk and PETA | Él mismo  | Documental               | 2007 |
| Miss Universe 2007                                   | Juez      | Especial para televisión | 2007 |
| CMT: The Greatest- 20 Sexiest Videos of 2006         | Él mismo  | Especial para televisión | 2006 |
| The Apprentice U.S.                                  | Diseñador | 1 episodio               | 2006 |
| CMT: Greatest Moments: Shania Twain                  | Él mismo  | Especial para televisión | 2006 |
| Paris Hilton: Not So Simple                          | Él mismo  | Documental               | 2005 |
| America's Next Top Model                             | Diseñador | 1 episodio               | 2004 |
| Miss Universe 2001                                   | Juez      | Especial para televisión | 2001 |